# Zale insuda
Zale insuda là một loài bướm đêm trong họ Erebidae.